# Čtvercové číslo
V teorii čísel se pojmem čtverec, případně čtvercové číslo, rozumí takové celé číslo, které jde napsat jako druhá mocnina nějakého celého čísla. Tedy například 9 je čtvercové číslo, protože může být zapsáno jako 3×3. Jiný způsob, jak definovat čtverce, je označit za čtverec každé číslo, jehož odmocnina je celé číslo.
Kladné celé číslo, které není dělitelné žádným čtvercem kromě 1, se nazývá bezčtvercové celé číslo.
Čtvercová čísla jsou jedněmi z figurálních čísel, obdobně existují například trojúhelníková čísla nebo pětiúhelníková čísla.

## Příklady
Nejmenších padesát čtverců jsou tato čísla:
12 = 1
22 = 4
32 = 9
42 = 16
52 = 25
62 = 36
72 = 49
82 = 64
92 = 81
102 = 100
112 = 121
122 = 144
132 = 169
142 = 196
152 = 225
162 = 256
172 = 289
182 = 324
192 = 361
202 = 400
212 = 441
222 = 484
232 = 529
242 = 576
252 = 625
262 = 676
272 = 729
282 = 784
292 = 841
302 = 900
312 = 961
322 = 1024
332 = 1089
342 = 1156
352 = 1225
362 = 1296
372 = 1369
382 = 1444
392 = 1521
402 = 1600
412 = 1681
422 = 1764
432 = 1849
442 = 1936
452 = 2025
462 = 2116
472 = 2209
482 = 2304
492 = 2401
502 = 2500

## Vlastnosti
Rozdíl mezi čtvercovým číslem a nejbližším menším čtvercem je patrný z tohoto vzorce:
{\displaystyle n^{2}=(n-1)^{2}+(2n-1).\ }
Číslo m je čtvercové právě tehdy, pokud lze z m bodů sestavit čtverec.
Obě tyto vlastnosti lze vidět z následujících ilustračních obrázků:
| 12 = 1  |
| 2 = 4   |
| 32 = 9  |
| 42 = 16 |
| 52 = 25 |

Lagrangeova věta o čtyřech čtvercích říká, že každé kladné celé číslo lze zapsat jako součet čtyř nebo méně čtverců (tři čtverce už nestačí pro čísla tvaru 4k(8m+7).